# فارماکوکینتیک

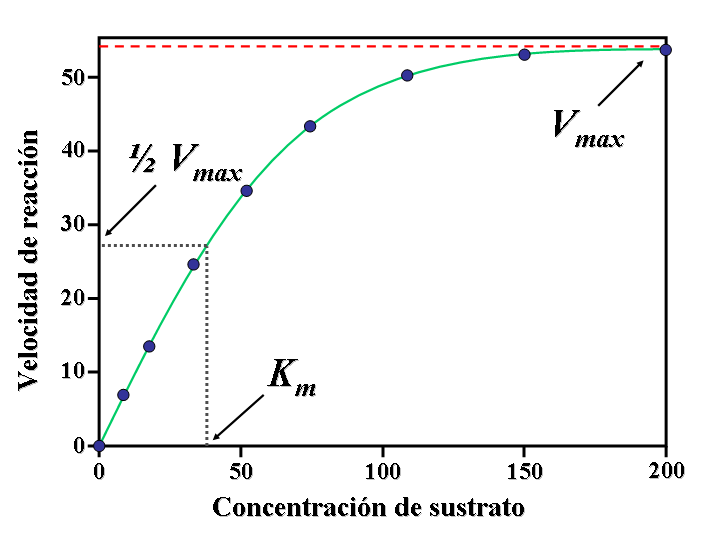
گراف رابطه بین آنزیم و سوبسترا

داروجُنبش‌شناسی یا فارماکوکینتیک (به انگلیسی: Pharmacokinetics) از یونان باستان pharmakon «دارو» و kinetikos «حرکت، به حرکت درآوردن»؛ (به سینتیک شیمیایی نگاه کنید)، که گاهی اوقات به اختصار PK نامیده می‌شود، شاخه‌ای از داروشناسی است که به توصیف چگونگی تأثیر بدن بر یک مادۀ ویژه پس از تجویز اختصاص داده شده است. مواد مورد بررسی شامل هر گونه بیگانه‌بیوتیک شیمیایی مانند داروهای تجویزی، آفت‌کش‌ها، افزودنی‌های غذایی، لوازم آرایشی و بهداشتی و غیره می‌شود. این ماده تلاش می‌کند تا سوخت‌وساز شیمیایی را تجزیه و تحلیل کند و سرنوشت یک ماده شیمیایی را از لحظه‌ای که مصرف می‌شود تا زمانی به‌طور کامل از بدن دفع می‌شود کشف کند. فارماکوکینتیک مبتنی بر مدل‌سازی ریاضی است که بر رابطه بین غلظت پلاسمایی دارو و زمان سپری شده از زمان تجویز دارو تأکید زیادی دارد. فارماکوکینتیک مطالعه چگونگی تأثیر یک ارگانیسم بر دارو است، در حالی که فارماکودینامیک (PD) مطالعه چگونگی تأثیر دارو بر ارگانیسم است. همان‌طور که در مدل‌های PK/PD دیده می‌شود، هر دو با هم بر دوز، سود و اثرات جانبی تأثیر می‌گذارند.
اغلب فارماکوکینتیک به صورت مزدوج همراه با فارماکودینامیک مطالعه می‌شود. در واقع اولی اثر بدن بر دارو است و دومی اثر دارو بر بدن.

## جذب، توزیع، سوخت‌وساز و دفع داروها (ADME)

منحنی غلظت پلاسمایی بر زمان یک دارو پس از تزریق وریدی IV

ADME سرنام چهار کلمهٔ جذب، توزیع، سوخت‌وساز و دفع می‌باشد. پس از تماس دارو با جاندار، تعدادی از مراحل رخ می‌دهد، این مراحل با استفاده از ADME (یا LADME اگر آزادسازی به عنوان مرحله ای جداگانه از جذب گنجانده شود) شرح داده شده است:

### آزادسازی
فرایند جدا شدن ماده فعال از فرمولاسیون دارویی آن است. آزادسازی اولین گام در فرآیندی است که طی آن دارو وارد بدن می‌شود و ماده فعال تجویز شده را آزاد می‌کند. داروی تجویزی باید از ناقلی که در طول ساخت خود با آن مخلوط شده است جدا شود. برخی از نویسندگان فرایند رهایی را به سه مرحله تقسیم می‌کنند: تجزیه، تفکیک و انحلال. یک عامل محدود کننده در جذب داروهای دارویی درجه یونیزه شدن آنهاست، زیرا غشای سلولی نسبتاً غیرقابل نفوذ به مولکول‌های یونیزه شده هستند.

### جذب
فاز جذب (Absorption) فرایند ورود و گذشتن دارو از مسیر تجویز شده به درون جریان خون و پلاسما است. این فاز نخستین بستگی به چند عامل دارد:
- میزان انحلال‌پذیری لیپیدی (لیپیدوسولوشن) دارو نخستین عامل است چراکه یک داروی محلول در چربی مشکل کمتری برای عبور از غشاهای بیولوژیکی داشته و به راحتی می‌تواند از لایه فسفولیپید گذر کند، بنابراین بهتر از طریق پوسته و غشاهای مخاطی جذب می‌شود. در مقابل، یک ماده محلول‌درآب، به ماندن در محیط آبکی تمایل داشته و به راحتی از غشا عبور نمی‌کند که باید از مکانیزم انتشارتسهیل‌شده، انتقال فعال یا اندوسیتوز استفاده کند.
- میزان پی‌هاش عامل مهم بعدی است. یک داروی اسیدی مانند آسپرین در معده بهتر جذب می‌شود تا در محیط قلیایی مثل روده و برعکس داروی قلیایی پتیدین در روده بیشترین جذب را دارد.
- حجم خون در گردش ناحیه تجویز دارو (مانند زیر زبان) اگر زیاد بوده یا اگر تعداد زیادی از عروق خونی در محل ورود دارو وجود داشته‌باشد یا سطح جذب‌کننده بسیار بزرگ باشد، دارو با سرعت بیشتری جذب می‌شود.
- دمای بدن یا ناحیه تجویز دارو عامل دیگر است. اگر این دما در سطح محل تجویز زیاد باشد، بدن برای دفاع در برابر دمای اضافی، از پدیده گشادشدن رگ (وازودیلاتاسیون) در جهت دفع گرمای اضافی استفاده کرده که پی‌آمد آن افزایش در کالیبر و گنجایش عروق خونی و به همراه آن افزایش سرعت جذب دارو خواهد بود.
- عملکرد و وظیفه دارو عامل دیگری است که مد نظر قرار می‌گیرد. به عنوان مثال برخی از داروهای تنگ‌کننده‌عروق به محض تجویز (ورود به بدن) با عملکرد موقتی در موضع و با محدودکردن اندازه‌رگ‌ها و در نتیجه کند شدن جذب در آن‌ها وجود دارند و گاهی پزشک می‌تواند از این پدیده بهره‌برداری کند، برای مثال برخی بی‌حس‌کننده‌های موضعی را به همراه داروهای آلفا۱-آدرنرژیک (اپی‌نفرین، نوراپی‌نفرین، سینفرین) که تنگ‌کننده عروق هستند برای کند کردن جذب و تداوم اثر دارو در موضع مورد نیاز به‌کار می‌برند.

### توزیع
توزیع (Distribution) نفوذ و انتشار مواد دارویی به داخل بافت‌ها و مایع بین سلولی است.

### زیست‌ترادیسی
زیست‌ترادیسی یا به‌زبان ساده‌تر متابولیزم و شکسته شدن مواد دارویی به اجزای عمل‌کننده است.
داروی وارد شده به بدن در دو فاز (روند) متابولیز می‌شود. ابتدا شکسته شده (اکسایش، آبکافت و غیره) و سپس با مواد دیگر ترکیب می‌شود.

### دفع
دفع فرایند پاکسازی و حذف باقی‌ماندهٔ مواد دارویی از بدن و خارج نمودن آن است. در موارد نادر مادهٔ دارویی درون بافت مانده و دفع نمی‌شود. برخی از کتاب‌های مرجع دو فاز اول را با هم ترکیب می‌کنند، زیرا دارو اغلب به شکل فعال تجویز می‌شود، به این معنی که فاز رهایی وجود ندارد. برخی دیگر شامل فازی است که توزیع، متابولیسم و دفع را در یک فاز آماده‌سازی ترکیب می‌کند. سایر نویسندگان جنبه سم‌شناسی دارو را در آنچه به عنوان ADME-Tox یا ADMET شناخته می‌شود، شامل می‌شود. دو مرحله متابولیسم و دفع را می‌توان تحت عنوان حذف گروه‌بندی کرد.
مطالعه این مراحل متمایز شامل استفاده و دستکاری مفاهیم اساسی به منظور درک پویایی فرایند است. به همین دلیل، برای درک کامل سینتیک یک دارو، شناخت دقیق تعدادی از عوامل مانند: خواص موادی که به عنوان مواد کمکی عمل می‌کنند، ویژگی‌های غشاهای بیولوژیکی مناسب و روشی که مواد می‌توانند از آنها عبور کنند یا ویژگی‌های واکنش‌های آنزیمی که دارو را غیرفعال می‌کنند.
مطالعه این مراحل متمایز شامل استفاده و دست ورزی در مفاهیم اساسی به منظور درک پویایی فرایند است. به همین دلیل، برای درک کامل سینتیک یک دارو، شناخت دقیق تعدادی از عوامل مانند: خواص موادی که به عنوان مواد کمکی عمل می‌کنند، ویژگی‌های غشاهای بیولوژیکی مناسب و روشی که مواد می‌توانند از آنها عبور کنند یا ویژگی‌های واکنش‌های آنزیمی که دارو را غیرفعال می‌کنند، لازم است.

## معیارها
موارد زیر متداول‌ترین معیارهای فارماکوکینتیک به‌شمار می‌روند: واحدهای دوز در جدول بر حسب مول (mol) و مولر (M) بیان می‌شوند. برای بیان معیارهای جدول در واحد جرم، به جای مقدار ماده، به سادگی 'mol' را با 'g' و 'M' را با 'g/dm3' جایگزین کنید. به‌طور مشابه، واحدهای دیگر در جدول ممکن است در واحدهای یک بعد معادل با مقیاس بندی بیان شوند.
| ویژگی‌ها            | توضیحات                                                                                                  | نماد                                         | واحد                                           | فرمول | مقدار نمونه کار شده |
| ------------------ | --- | -------------------------------------------- | ---------------------------------------------- | --- | ------------------- |
| دز                 | مقدار داروی تجویز شده                                                                                    | {\displaystyle D}                            | {\displaystyle \mathrm {mol} }                 | پارامتر طرح | 500 mmol            |
| فاصله دز           | فاصله زمانی بین تجویز دوز دارو                                                                           | {\displaystyle \tau }                        | {\displaystyle \mathrm {h} }                   | پارامتر طرح | 24 h                |
| حداکثر غلظت سرمی   | حداکثر غلظت پلاسمایی یک دارو پس از تجویز.                                                                | {\displaystyle C_{\text{max}}}               | {\displaystyle \mathrm {mmol/L} }              | اندازه‌گیری مستقیم | 60.9 mmol/L         |
| حداقل زمان Cmax    | حداقل زمان صرف شده برای رسیدن به Cmax.                                                                   | {\displaystyle t_{\text{max}}}               | {\displaystyle \mathrm {h} }                   | اندازه‌گیری مستقیم | 3.9 h               |
| حداقل غلظت پلاسما  | کمترین غلظت سطح پایین که دارو قبل از تجویز دوز بعدی به آن می‌رسد.                                         | {\displaystyle C_{{\text{min}},{\text{ss}}}} | {\displaystyle \mathrm {mmol/L} }              | {\displaystyle C_{min}={\frac {SFDk_{a}}{V_{d}(k_{a}-k)}}\times \{{\frac {e^{-k_{e}\tau }}{1-e^{-k_{e}\tau }}}-{\frac {e^{-k_{a}\tau }}{1-e^{-k_{a}\tau }}}\}}                                                 | 27.7 mmol/L         |
| غلظت متوسط پلاسما  | میانگین غلظت پلاسمایی دارو در فاصله دوز در حالت پایدار.                                                  | {\displaystyle C_{{\text{av}},{\text{ss}}}}  | {\displaystyle \mathrm {h\times mmol/L} }      | {\displaystyle {\frac {AUC_{\tau ,{\text{ss}}}}{\tau }}} | 55.0 h×mmol/L       |
| حجم توزیع          | حجم ظاهری که یک دارو در آن توزیع می‌شود (یعنی پارامتر مربوط به غلظت دارو در پلاسما به مقدار دارو در بدن). | {\displaystyle V_{\text{d}}}                 | {\displaystyle \mathrm {L} }                   | {\displaystyle {\frac {D}{C_{0}}}} | 6.0 L               |
| غلظت               | مقدار دارو در حجم معین پلاسما.                                                                           | {\displaystyle C_{0},C_{\text{ss}}}          | {\displaystyle \mathrm {mmol/L} }              | {\displaystyle {\frac {D}{V_{\text{d}}}}} | 83.3 mmol/L         |
| نیمه عمر جذب       | زمان لازم برای جذب ۵۰ درصد از دوز معین دارو در گردش خون سیستمیک.                                         | {\displaystyle t_{{\frac {1}{2}}a}}          | {\displaystyle \mathrm {h} }                   | {\displaystyle {\frac {\ln(2)}{k_{\text{a}}}}} | 1.0 h               |
| نرخ جذب ثابت       | سرعت ورود دارو به بدن از راه‌های خوراکی و سایر راه‌های خارج عروقی.                                         | {\displaystyle k_{\text{a}}}                 | {\displaystyle \mathrm {h} ^{-1}}              | {\displaystyle {\frac {\ln(2)}{t_{{\frac {1}{2}}a}}}} | 0.693 h−1           |
| نیمه عمر بیولوژیکی | زمان لازم برای رسیدن غلظت دارو به نصف مقدار اولیه آن.                                                    | {\displaystyle t_{{\frac {1}{2}}b}}          | {\displaystyle \mathrm {h} }                   | {\displaystyle {\frac {\ln(2)}{k_{\text{e}}}}} | 12 h                |
| نرخ حذف ثابت       | سرعتی که دارو از بدن خارج می‌شود.                                                                         | {\displaystyle k_{\text{e}}}                 | {\displaystyle \mathrm {h} ^{-1}}              | {\displaystyle {\frac {\ln(2)}{t_{{\frac {1}{2}}b}}}={\frac {CL}{V_{\text{d}}}}} | 0.0578 h−1          |
| سرعت انفوزیون      | سرعت انفوزیون برای متعادل کردن دفع لازم است.                                                             | {\displaystyle k_{\text{in}}}                | {\displaystyle \mathrm {mol/h} }               | {\displaystyle C_{\text{ss}}\cdot CL} | 50 mmol/h           |
| ناحیه زیر منحنی    | انتگرال منحنی غلظت-زمان (پس از یک دوز یا در حالت پایدار).                                                | {\displaystyle AUC_{0-\infty }}              | {\displaystyle \mathrm {M} \cdot \mathrm {s} } | {\displaystyle \int _{0}^{\infty }C\,\mathrm {d} t} | 1,320 h×mmol/L      |
| ناحیه زیر منحنی    | انتگرال منحنی غلظت-زمان (پس از یک دوز یا در حالت پایدار).                                                | {\displaystyle AUC_{\tau ,{\text{ss}}}}      | {\displaystyle \mathrm {M} \cdot \mathrm {s} } | {\displaystyle \int _{t}^{t+\tau }C\,\mathrm {d} t} | 1,320 h×mmol/L      |
| کلیرانس            | حجم پلاسمای پاکسازی شده از دارو در واحد زمان.                                                            | {\displaystyle CL}                           | {\displaystyle \mathrm {m} ^{3}/\mathrm {s} }  | {\displaystyle V_{\text{d}}\cdot k_{\text{e}}={\frac {D}{AUC}}} | 0.38 L/h            |
| فراهمی زیستی       | The systemically available fraction of a drug.                                                           | {\displaystyle f}                            | بدون واحد                                      | {\displaystyle {\frac {AUC_{\text{po}}\cdot D_{\text{iv}}}{AUC_{\text{iv}}\cdot D_{\text{po}}}}} | ۰٫۸                 |
| نوسان              | نوسان اوج تا پایین در یک بازه دوز در حالت پایدار.                                                        | {\displaystyle \%PTF}                        | {\displaystyle \%}                             | {\displaystyle 100{\frac {C_{{\text{max}},{\text{ss}}}-C_{{\text{min}},{\text{ss}}}}{C_{{\text{av}},{\text{ss}}}}}} where {\displaystyle C_{{\text{av}},{\text{ss}}}={\frac {AUC_{\tau ,{\text{ss}}}}{\tau }}} | ۴۱٫۸٪               |

در فارماکوکینتیک، حالت پایدار به وضعیتی اطلاق می‌شود که در آن مصرف کلی یک دارو با حذف آن نسبتاً در تعادل پویا باشد. در عمل، به‌طور کلی، حالتی در نظر گرفته می‌شود که زمانی که دوز منظم یک دارو شروع می‌شود، پس از ۳ تا ۵ برابر نیمه عمر آن به حالت پایدار برسد. در حالت پایدار و در فارماکوکینتیک خطی این رابطه برقرار است: AUCτ=AUC∞

## منبع برای مطالعه بیشتر
- مفاهیم فارماکوکینتیک به صورت انیمیشن